# Amsacta gangarides
Amsacta gangarides är en fjärilsart som beskrevs av Embrik Strand 1919. Amsacta gangarides ingår i släktet Amsacta och familjen björnspinnare. Inga underarter finns listade i Catalogue of Life.